# 贫花厚壳桂
贫花厚壳桂（学名：Cryptocarya depauperata）为樟科厚壳桂属下的一个种。